# توشيه
توشيه، أو "حقيبة بالفارسية  هي تقنية بث ملفات عبر الأقمار الصناعية متوفرة في إيران والشرق الأوسط، تستخدم معدات الأقمار الصناعية العادية لتقديم محتوى رقمي دون الاعتماد على الإنترنت. تم تطويره لكسر الرقابة على الإنترنت في إيران، بواسطة نت فريدوم بيونر، وهي منظمة غير ربحية مقرها كاليفورنيا، الولايات المتحدة وأطلقها المدير التنفيذي (ورجل الأعمال التكنولوجيا) مهدي يحياني نجاد  في عام 2015.

## التقنية
باعتبارها تقنية لنقل البيانات، فإن التقنية تهدف لبث المحتوى الذي لا يمكن الوصول إليه بالنسبة للذين لديهم وصول محدود أو معدوم إلى الإنترنت، بسبب الرقابة أو التكلفة العالية أو الذين يعيشون في الأماكن النائية أو بسبب عمليات الحظر الشامل المطبقة من الحكومة أو البنية التحتية التقنية غير الموثوقة. علاوة على ذلك، فإن التقنية لا تتطلب أي أجهزة عدا عن جهاز فك التشفير المنزلي التقليدي (انظر قائمة المراجع).
يتم تضمين المحتوى والبيانات الرقمية ضمن الصبيب الخاص بالفيديو التلفزيوني القياسي كملفات .ts، ويتم نقلها عبر قناة تلفزيونية فضائية. «يسجل المستخدمون صبيب الفيديو هذا عبر جهاز استقبال القنوات الفضائية العادي ثم ينقل إلى محرك USB، ثم إلى هواتفهم الذكية أو أجهزة الكمبيوتر، ويستخدمون برنامج توشيه لفك تشفير صبيب الفيديو إلى ملفات نصية أو صوتية أو فيديو لتكون متاحة للعرض.»  باختصار، يتم إخفاء المحتوى المراد عبر ملفات الفيديو القادمة من الساتيلايت، ويمكن بعد ذلك فك الملف باستخدام برنامج توشيه.
أطلقت هذه التقنية للعمل بدون الحاجة إلى بنية تحتية للإنترنت. كما ورد، يمكن أن يسهل نقل البيانات في حالة عدم توفر طريقة اتصال أخرى. بالإضافة إلى ذلك، يسمح البث عبر الأقمار الصناعية باستعادة البيانات التي يمكن أن تفقد في منتصف الإرسال بسبب الظروف الجوية القاسية أو الموجات الصوتية المستخدمة لتشويش إشارات الأقمار الصناعية. البيانات المرسلة عبر الأقمار الصناعية لا يمكن تعقبها، وبالتالي يصعب على الحكومات أو المؤسسات المفرضة للرقابة من تحديد المستخدمين الذين يصلون إلى المحتوى الذي يتم تلقيه من خلال توشة. يحتوي النظام على معدل نقل بيانات بواحد ميجابت في الثانية كحد أدنى ويمكنه بالتالي نقل عشرات الجيجابايت من البيانات الرقمية يوميًا.
تقوم توشة حاليًا بتوزيع المحتوى عبر القمر الصناعي ياه سات مع تغطية غالبية مناطق الشرق الأوسط. هذا القمر الصناعي الذي تديره شركة في الإمارات العربية المتحدة، يبث مباشرة عبر هذه المنطقة. بسبب تموقعه المباشر فوق المنطقة، فإن حجب إشارة القمر الصناعي قد يكون صعبًا على الحكومة الإيرانية.
يقوم برنامج توتشه بفك تشفير واستخراج المحتوى الأصلي من صبيب الفيديو التلفزيوني للمستخدمين. يحتوي النظام أيضًا على تطبيق مكتبة عارض اختياري يسمح للمستخدمين بأرشفة وتصنيف المحتوى الذي تم الوصول إليه.
يقال أن هذه التكنولوجيا قابلة للتكيف مع المواقف الأخرى غير المتصلة بالإنترنت مثل المناطق التي تتعافى من الكوارث ومخيمات اللاجئين والمناطق التي تفتقر إلى البنية التحتية للإنترنت.

## المحتوى
تبث توشة العديد من أنواع المحتوى الرقمي من خلال تقنية الأقمار الصناعية الخاصة بها. في سؤال وجواب لموقع هافينغتون بوست، أفادت توشيه أنها تقدم محتوى 
«يحتوي على مجموعة من الموارد ووسائل الترفيه التي يعتبرها معظم مستخدمي الويب أمرًا مفروغًا منه، مثل الأخبار اليومية والأفلام والمسلسلات التلفزيونية ومقاطع الفيديو الموسيقية والبودكاست والكتب الإلكترونية وأحدث البرامج لأجهزة الكمبيوتر والأجهزة المحمولة.... كما ظلت تقدم موارد مُعدة بعناية ومترجمة لتعزيز حقوق ورفاهية النساء وأفراد مجتمع مثليي الجنس ومزدوجي التوجه الجنسي والمتحولين جنسيًا مايعرف بمجتمع الميم في إيران».